# Софо Геловани
Софо Геловани (на грузински: სოფო გელოვანი; род. 21 март 1984 в Тбилиси) е грузинска певица.
Известна в родната си страна става през 2010 г. с участието в „Геостар“, грузинската версия на „Мюзик айдъл“. Там тя стига до финала, където остава на второ място в крайното класиране.
Заедно с Нодико Татишвили представят Грузия на песенния конкурс „Евровизия 2013“ с песента „Watefall“, създадена от автора на миналогодишната песен-победител „Euphoria“ Томас Джийсън (Thomas G:Son).